# Pablo Antonio Cuadra
Pablo Antonio Cuadra (Manágua, 4 de novembro de 1912 — Manágua, 2 de janeiro de 2002) foi poeta, ensaísta, crítico de arte e de literatura, dramaturgo, artista gráfico e ideólogo nicaraguense.

## Obras
- Poesia
  - Poemas Nicaragüenses, Editorial Nascimento, Santiago 1934
  - Canto Temporal, 1943
  - Poemas Con Un Crepúsculo A Cuestas, 1949
  - La Tierra Prometida, 1952
  - El Jaguar Y La Luna, Editorial Artes Gráficas, Managua 1959
  - Poesía (selección). 1929-1962)"Ediciones Cultura Hispánica, Madrid 1964
  - Poesía Escogida, Editorial Universitaria, León 1968
  - Tierra Que Habla, Editorial Universitaria Centroamericana, San José 1974
  - Esos Rostros Que Asoman En La Multitud, Ediciones El Pez y la Serpiente, Managua 1976
  - Cantos De Cifar Y Del Mar Dulce, Ediciones de la Academia Nicaragüense de la Lengua, Managua 1979
  - Siete Árboles Contra El Atardecer, Ediciones de la Presidencia de la República, Caracas 1980
  - Obra Poética Completa (7 vols.), Libro Libre, San José 1983-1989

- Ensaios
  - Hacia La Cruz Del Sur, 1936
  - Promisión De México Y Otros Ensayos, 1945
  - Entre La Cruz Y La Espada, 1946
  - Torres de Dios, 1958, 1985
  - El Nicaragüense, 1967
  - Otro Rapto De Europa, 1976
  - Aventura Literaria Del Mestizaje, 1987

- Contos
  - Agosto, 1970, 1972
  - Vuelva, Güegüense, 1970
  - Cuentos Escogidos, 1999

- Teatro
  - Por Los Caminos Van Los Campesinos, 1957
  - El coro y la máscara, 1991, que contiene tres piezas: "Death", "Johana Mostega" y "Un Muerto Pregunta Por Julia"